# Акафистная Хиландарская икона Божией Матери
Икона Божией Матери «Акафистная» — почитаемая икона Богородицы, находится в местном ряду иконостаса Введенского собора афонского монастыря Хиландар. Празднование иконе совершается 12 (25) января.

## История
Афонское предание относит появление иконы в монастыре к концу XII века и связывает его со святым Саввой Сербским, которому она помогла найти сокровища, на которые было завершено строительство монастыря. Однако ни один из списков жития святого не упоминает о данной иконе. Возможное указание на неё содержится в эпилоге «Сказания о чудесах от иконы Богоматери Троеручицы», где идёт перечисление чудотворных монастырских икон. В нём указано: «Друга [икона], иже святому Саввы злато показа, в земле сокровенно».
Со слов очевидцев записана история чудесного спасения иконы во время пожара в монастыре в 1837 году. По мнению Саввы Хиландарца, с этого события началось почитание иконы.

## Иконография
Икона относится к иконографическому типу «Умиление». Размер иконы без оклада 80 × 60 см, в окладе — 87 × 65 см. По мнению византолога Алексея Лидова, Хиландарская икона имеет греческое происхождение и была написана в XVI веке, имеет хорошую сохранность. Богомладенец изображён слева от Богородицы, правой рукой Она поддерживает Его за правое плечо. Младенец Иисус правой рукой благословляет, а в левую опущенную руку помещён свиток. Икону украшает серебряный оклад, вероятно, русской работы XIX века, с надписью «Коневская Богоматерь» и рама XVIII века с изображениями на сюжеты кондаков и икосов акафиста Богородицы.
Название иконы «Акафистная» может происходить как от воспоминания о том, что перед ней во время пожара читали акафист Богородице, так и от её рамы с живописными сценами на сюжет акафиста. В Успенском соборе Московского Кремля находится икона «Умиление» с надписью, прочеканенной на поле серебряного оклада 1875 года — «Акафистная Прес[вя]тыя Б[огороди]цы находящейся [в] хиле[ндар]ском монастыре Саввы Сербского». При этом иконография московской иконы отличается от афонской.